# Elathalam

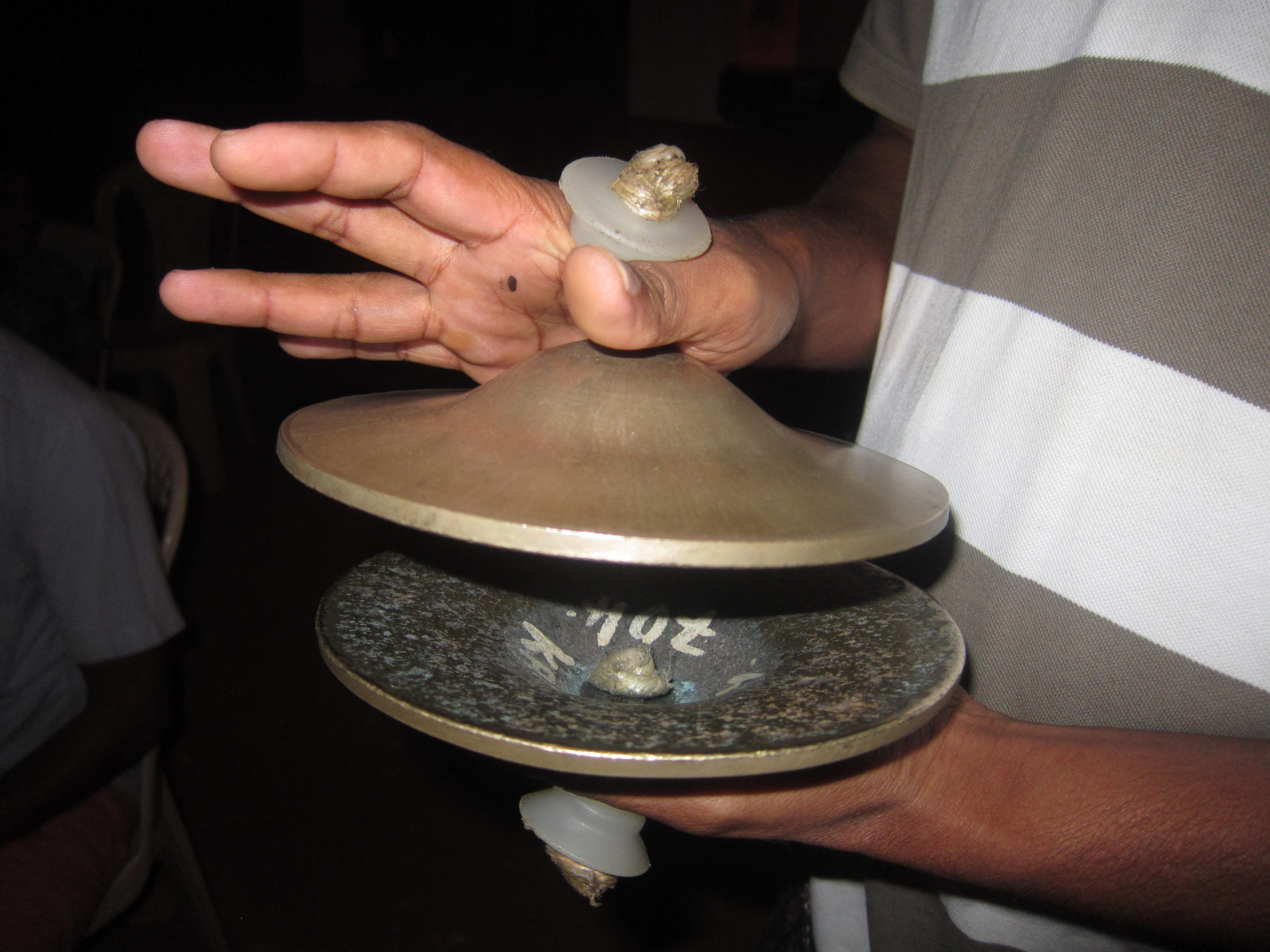
Elathalam in horizontaler Spielposition

Elathalam (Malayalam), auch eḷathalam, ela-ttāḷam, ilathalam, iḷataḷam, ist ein kleines Paarbecken (Handzimbel) aus Messing, das im südindischen Bundesstaat Kerala in der rituellen Musik bei religiösen Prozessionen in Tempeln und zur Begleitung von Tanztheatern verwendet wird. Das elathalam gibt darüber hinaus in der traditionellen indischen Musik von Kerala den Takt (talam) vor, es ist neben zahlreichen zeremoniellen Perkussionsorchestern Bestandteil der Orchesterformation Panchavadyam („Fünf Instrumente“).

## Herkunft
Paarbecken oder Zimbeln sind Gegenschlagidiophone, die in der altindischen Sanskrit-Literatur, zusammengefasst in dem um die Zeitenwende entstandenen Werk Natyashastra, als ghana vadya („festes Instrument“) klassifiziert werden. Zu den relativ wenigen Abbildungen von Idiophonen aus altindischer Zeit gehören Becken und Schellen (Glöckchen oder Rasseln). Besonders häufig kommen Rasselringe vor, die Tänzerinnen an den Fußgelenken tragen, andere Rasseln wurden den Abbildungen zufolge beim Tanz mit den Händen geschüttelt. Sanskrit tala, Tamil talam, bezeichnet in der indischen Literatur die rhythmische Struktur der Musik, das taktgebende Händeklatschen und zugleich metallene Zimbeln oder Becken zur Anzeige des Taktes. Becken gehören seit jeher zur religiösen Musik und zur Tanzbegleitung. Die ältesten Becken kamen bei Ausgrabungen der Indus-Kultur zum Vorschein. Im Drama Mrcchakatika, das möglicherweise zwischen dem 3. und 5. Jahrhundert n. Chr. entstand und von einem ansonsten unbekannten König Shudraka verfasst worden sein soll, wird die im Haus einer reichen Kurtisane gespielte Musik gerühmt. Die Tänzerinnen ließen sich demnach von Trommeln (mridangam) und Becken (kansya tala) begleiten, zu hören waren ferner die süßen Klänge von Flöten (vamshi) und Harfen (vina).
Mitte des 1. Jahrtausends n. Chr. standen Teile Südostasiens unter dem Einfluss der indischen Kultur, die entlang der Schiffshandelsrouten verbreitet wurde. Der älteste Fund eines Musikinstruments in einem Schiffswrack in asiatischen Gewässern ist ein einzelnes Becken. Das um die Mitte des 9. Jahrhunderts vor der Ostküste Sumatras untergegangene Schiff ist der früheste Nachweis für den Seehandel zwischen Indien und China. Das flache Bronzebecken mit einem Durchmesser von 30,5 Zentimetern besitzt wie die heutigen Exemplare einen Buckel in der Mitte und ein kleines Loch im Buckel. Das Wort elathalam ist aus talam und dem Präfix ela, Tamil „Blatt“, zusammengesetzt.

## Bauform und Spielweise
Das elathalam besteht aus zwei Messingplatten, deren Durchmesser 12 bis 15 Zentimeter und deren Dicke etwa 0,5 Zentimeter beträgt. Die Platten sind an der äußeren Hälfte eben, innen wölben sie sich zu einem flachen Buckel. Eine Kordel, die durch das Loch in der Mitte führt, ist an der Platteninnenseite mit einem Knoten gesichert und fixiert einen Kunststoffknopf im Abstand von zwei bis drei Zentimetern vom Buckel. Mit jeder Hand wird eine Platte zwischen Daumen und Zeigefinger gehalten.
Zwei unterschiedliche Spielweisen werden praktiziert. In horizontaler Spielposition schlägt der Musiker die beiden Platten flach an den Rändern gegeneinander. Unmittelbar nach dem Schlag hält er die untere Platte ruhig und streicht mit dem Rand der oberen Platte kreisförmig über den Rand der unteren, um den Nachklang des eher dunklen Schlages durch einen helleren, schleifenden Ton zu verlängern. Alternativ hält der Musiker die Becken ungefähr senkrecht mit der Kordel in der gekrümmten Handinnenfläche und schlägt sie mit raumgreifenden, schwungvollen Bewegungen gegeneinander.

### Tempelmusik

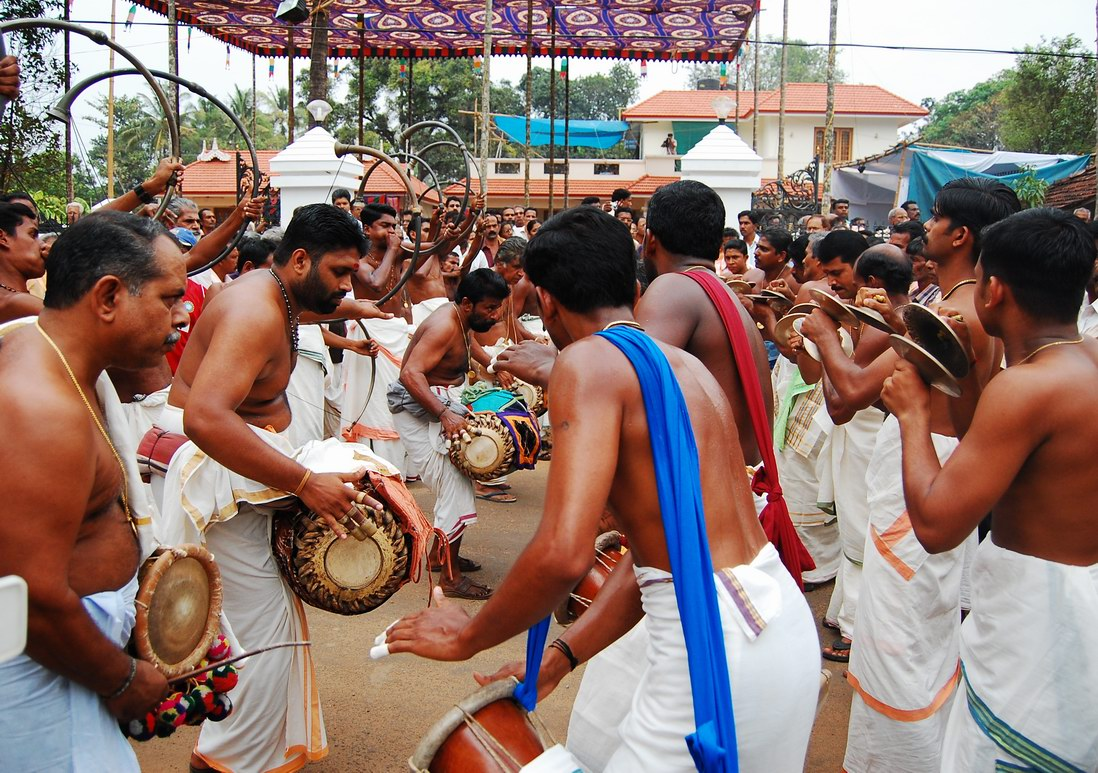
Panchavadyam-Perkussionsorchester. Links außen: Sanduhrtrommel idakka, Mitte: zwei Doppelkonustrommeln madhalam, links oben: Trompeten kombu, Mitte vorn: Sanduhrtrommel timila, rechts: elathalam.

Bei religiösen Ritualen wird in Kerala zwischen der Verehrung (puja) in Tempeln (kshetram) und an Schreinen für Dorfgottheiten in heiligen Wäldchen (kavu) unterschieden. Die bei Prozessionen und in Tempeln aufgeführte Musik ist eine nicht mit Tanz verbundene und meist instrumentale (vadya) Musik, die kshetram vadyam genannt wird. Bis auf Blasinstrumente besteht das Tempelorchester nur aus Trommeln und Idiophonen. Die großen jahreszeitlichen Tempelfeste mit ihren zeremoniellen Perkussionsorchestern stellen in Kerala den Höhepunkt der kulturellen Ereignisse eines Jahres für Hindus und gleichermaßen Nicht-Hindus dar. Der Klang der aus mehreren Dutzend Spielern bestehenden Perkussionsorchester soll gewisse Gottheiten des Tempels heraufbeschwören und die Tempelbesucher unterhalten. Als musikalische Form gehören Perkussionsorchester in die Gruppe kutuka („trommeln“) gegenüber der gesungenen Musik pattu, („singen“, beispielsweise villu pattu, „Bogenlied“) und pulluvan pattu, den mit der einsaitigen Fiedel pulluvan vina, der Zupftrommel pulluvan kudam und elathalam von den Pulluvan in einem Schlangenkult gesungenen Liedern. Auch die Blasinstrumente haben im Perkussionsorchester die Funktion von Rhythmusinstrumenten, sie schmücken die Trommelschläge aus und verlängern deren Klang. Die elathalam geben den Takt vor und ergänzen den Ensembleklang um einen hohen, „fliegenden“ Aspekt.
Nach ihrer musikalischen Funktion werden die Musikinstrumente des kshetram vadyam als tala vadyam („Rhythmusinstrumente“) klassifiziert und nach ihrer Funktion im Ritual als deva vadyam, wenn sie zur Verehrung höherer Götter (deva) oder als asura vadyam, wenn sie zur Verehrung niederer, abhängiger Gottheiten (asura) dienen. Das elathalam gehört zur Instrumentengruppe für die letztgenannten Gottheiten, während seine Aufgabe in der Ritualmusik für die Hauptgötter im Innern des Haupttempels der kleine Handgong chengila übernimmt.
Die Saison der Tempelfeste dauert von Oktober bis Mai und schließt die kühlere und trockenere Jahreszeit ein. In dieser Zeit sind alle Tempelmusiker professionell oder semiprofessionell an verschiedenen Tempeln beschäftigt. Die Spieler gehören zu den Nayar, Marar oder einer verwandten Kaste und genießen ein hohes gesellschaftliches Ansehen, dem abgesehen von den gut bezahlten Solisten ein relativ geringes Einkommen gegenübersteht. Am wenigsten verdienen die Spieler des elathalam und der valantala chenda (der auf der Bassseite geschlagenen chenda).

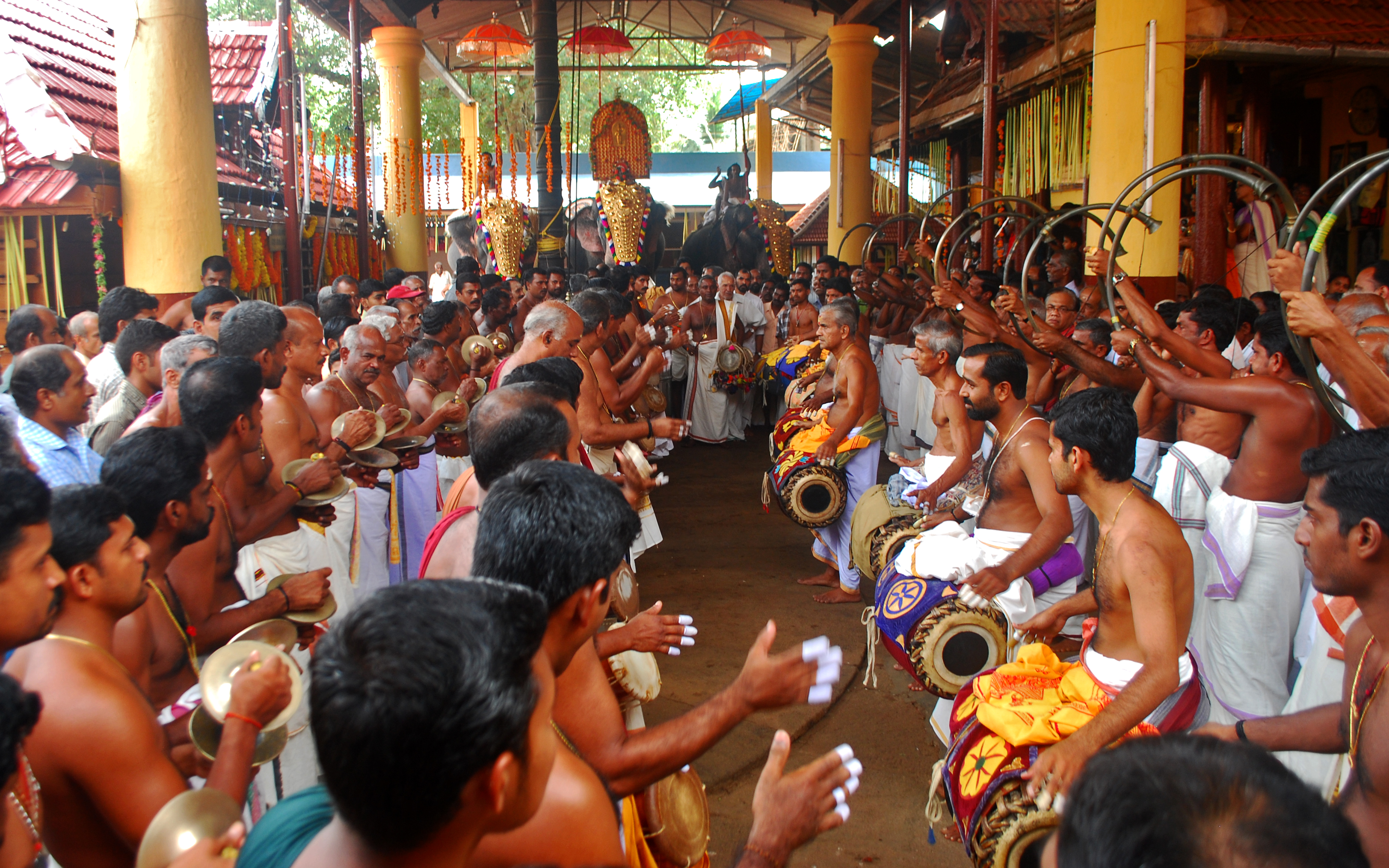
Panchavadyam in Cherpulasseri, westlich von Palakkad. Reihen von links nach rechts: elathalam und timila, gegenüber madhalam und kombu.

Das große Panchavadyam gehört zu den ausgereiftesten Orchesterformen Keralas. Wesentlich ist ein im Verlauf der meist über eine Stunde dauernden Aufführungen immer schneller werdendes Tempo. Die Perkussionisten und die Bläser stehen sich in Gruppen gegenüber. Die heutige Form ist im Wesentlichen komponiert, enthält – da sie hauptsächlich zur Unterhaltung dient und nicht bei Ritualen im Innern des Tempels gespielt wird – auch improvisierte Elemente. Die fünf Instrumente des Panchavadyam sind die zweifellige Doppelkonustrommel madhalam, die beiden hölzernen Sanduhrtrommeln idakka und timila, das elathalam und als einziges Blasinstrument die gebogene Naturtrompete kombu. Die Position der Spieler ist festgelegt: In der ersten Reihe stehen typischerweise neun elathalam, in der zweiten Reihe sieben timila und in der Mitte zwei idakka. Ihnen gegenüber stehen in der dritten Reihe vier madhalam und dahinter in der vierten Reihe sieben kombu. Ein solches Panchavadyam-Orchester kann auch aus 15 elathalam, zehn bis 15 timila, ein bis zwei idakka, zehn madhalam und zehn kombu bestehen. Das Orchester beginnt, nachdem das Schneckenhorn shankh dreimal geblasen wurde. Zunächst wird ein sehr langsames Tempo von meist 448 Schlägen pro Zyklus (tala) vorgegeben, das sich allmählich steigert und in Abschnitte oder Schichten (talavattam) von kürzeren Zyklen mit 224, 112, 56 bis schließlich 7 und 3 ½ Schlägen pro Zyklus mündet. Jeder Zyklus besteht aus einer festen Grundstruktur, die von den elathalam zusammen mit der Mehrzahl der Trommler festgelegt wird. Eine andere rhythmische Struktur spielen Trommler, die zu bestimmten Zeiten solistisch hervortreten.
Das Panchari melam ist das beliebteste und vielleicht älteste Perkussionsorchester, das bei fast jedem Tempelfest in Zentralkerala auftritt. Zusätzlich zur kombu wird das kurze Doppelrohrblattinstrument kuzhal (auch kurum kuzhal) eingesetzt, eine nur in Kerala gebräuchliche Variante der mohori. Das Panchari melam gehört zur Familie der chenda melam. Weitere Ensembles und Musikgattungen des chenda melam sind Pandi, Chempata, Chempha, Dhruvam, Anchatanta und Atanta. Das chenda melam wird von der großen Zylindertrommel chenda dominiert, rhythmisch unterstützt von elathalam. Die Prozession mit dem Orchester Panchari melam gehört in ihrer großen Form zu Jahresfesten und wird dann von einem Elefanten oder einem Nambudiri-Priester angeführt, der eine Figur des Tempelgottes trägt. Vom Beginn am Eingang des Haupttempels umkreist die Prozession im Uhrzeigersinn diesen, hält an jeder der acht Himmelsrichtungen und spielt dort mindestens einen musikalischen Abschnitt (talavattam) für die jeweilige Nebengottheit. Zum hinter dem Elefanten aufgestellten Ensemble gehören in der ersten Reihe fünf kombu und in der zweiten Reihe fünf kuzhal. Ihnen stehen in der dritten Reihe fünf hoch tönende chenda gegenüber. Dahinter folgen zwei Reihen mit abwechselnd jeweils sechs tief klingenden chenda (valantala chenda) und dazwischen fünf elathalam. Den Abschluss bilden weitere drei valantala chenda.
Eine Besonderheit stellt das Ensemble kuzhal pattu dar. Es verkörpert den einzigen kshetram vadyam-Stil, bei dem ein Blasinstrument eine Melodielinie spielt und solistisch hervortritt. Hierzu gehören mindestens eine kuzhal, die von einer chenda und einem elathalam begleitet wird. Das der südindischen klassischen Musik verwandte Ensemble kann daneben aus einer toppi madhalam (eine nicht um die Hüfte, sondern um den Hals hängende, kleinere Version der madhalam) und gelegentlich aus einer sruti kuzhal bestehen. Letztere ergänzt einen Bordunton (sruti).
Die meisten Perkussionsensembles spielen ausschließlich anlässlich von Tempelfesten. Nur Thayampaka und gelegentlich Keli werden auch auf Konzertbühnen aufgeführt. Beim Keli spielen chenda, madhalam und elathalam zusammen. Thayampaka ist ein Ensemble für Solo-chenda, mehrere begleitende chenda und mehrere, den Takt haltende elathalam. Diese musikalische Form bietet viel Raum für Improvisationen, in denen der chenda-Spieler seine Virtuosität demonstrieren kann. Elathalam werden ferner im Ensemble des religiösen Schattenspiels Tholpavakuthu verwendet, das bei den Puram-Jahresfesten im Distrikt Palakkad zu Ehren der Göttin Bhadrakali aufgeführt wird. Dessen Tradition wird noch von einigen Mitgliedern der Pulavar-Familien gepflegt.

### Tanztheater

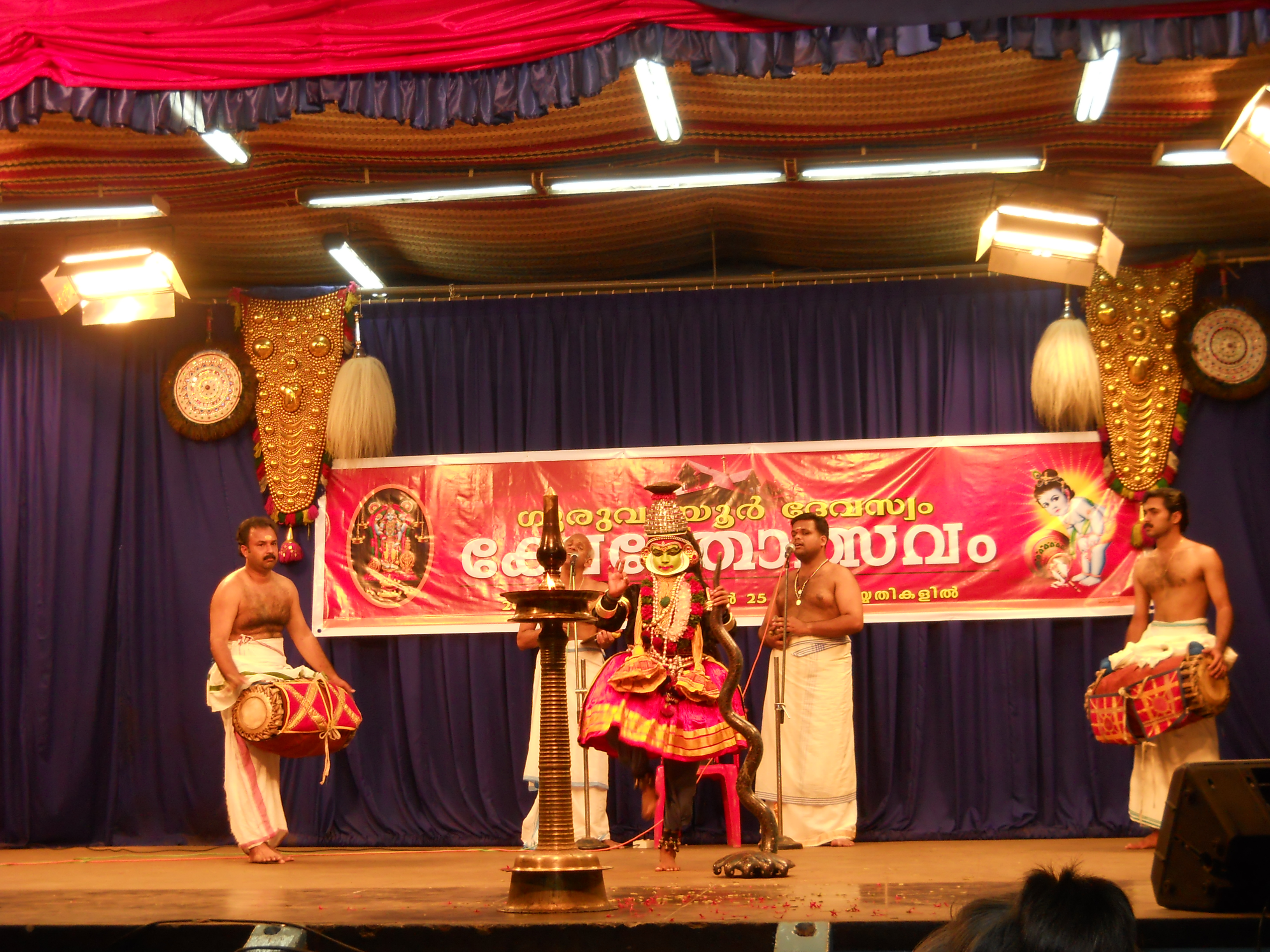
Krishnanattam in Guruvayur. Links und rechts: madhalam, Mitte hinten: Sänger und elathalam-Spieler

In einer abweichenden Besetzung des Panchari melam steht die große, runde Kupfertrommel mizhavu im Mittelpunkt. Mehrere in der Mitte sitzende mizhavu-Spieler sind von kombu-, kuzhal-, chenda- und elathalam-Spielern umgeben. Ensembles mit mizhavu begleiten in Kerala die sehr alte Theaterform Kutiyattam.
Im klassischen Tanzstil Mohiniyattam, der ebenfalls nur in Kerala gepflegt wird, ist das hauptsächliche Musikinstrument die Sanduhrtrommel idakka. Hinzu kommen die Fasstrommel shudda madhalam, die Doppelkonustrommel mridangam, die Langhalslaute vina, die Flöte venu und kleine Paarbecken aus Bronze (Glockenmetall), die kuzhitalam (kuzhittalam) genannt werden. Die bronzenen kuzhitalam entsprechen in Größe und Form den elathalam aus Messing; der große Buckel in der Mitte war namensgebend: kuzhi meint „Kuhle“ oder „Senke“. Beide werden in Kerala häufig zusammen verwendet. Beim Ritual Kalampattu gehören kuzhitalam und die zweisaitige Zupflaute nanduni zur Gesangsbegleitung.
Im religiösen Tanzdrama Krishnanattam, bei dem Maskentänzer zu Ehren von Krishna auftreten, gehören madhalam, idakka, elathalam und chengila (Gong) zum Begleitorchester der Bhakti-Gesänge. Die Tradition wird im Krishnatempel der Kleinstadt Guruvayur (etwa 30 Kilometer nördlich von Thrissur) am Leben gehalten. Im Februar/März findet dort ein achttägiges Tempelfest statt.
Bei Aufführungen des Tanztheaters Kathakali werden Gesten und Mimik des Darstellers von chenda, madhalam, idakka und elathalam begleitet. Elathalam gehören auch zu den Ritualtheatern Mutiyettu und Ayyappan tiyatta.

## Verbreitung
Zum Umfeld des elathalam zählen in Indien aus Messing oder Bronze gegossene Schlagplatten, deren Durchmesser bis zu 20 Zentimeter und deren Dicke 0,5–1 Zentimeter beträgt. Sie werden bei Tempelritualen und in der Volksmusik mit einem Holzstöckchen angeschlagen und sind unter dem Namen ghari bekannt, der sich von Sanskrit ghanta (Handglocke) ableitet. Dünne Schlagbleche mit umgebogenem Rand heißen wie die Essteller thali. Die allgemeinen Bezeichnungen für Gegenschlagidiophone lauten in Nordindien tal und in Südindien talam. Kleine Becken sind dicker und werden gegossen, größere Becken haben eine dünnere Wandstärke, die durch Schmieden von Rohformen entsteht. Mit über 30 Zentimeter Durchmesser besonders groß sind die bartal genannten Paarbecken in Assam. Die von Tänzern geschlagenen bartal (oder bhortal) besitzen einen tiefen Buckel und einen breit getriebenen, flachen Rand.
Das südindische jalra ist ein mit zehn Zentimetern Durchmesser etwas kleineres Zimbelpaar mit einer geringeren Wandstärke als das elathalam. Beide Platten aus Kupfer oder Glockenmetall sind meist durch eine Schnur miteinander verbunden. Jalra markieren den Takt in religiösen Liedern (bhajan). Wenn gelegentlich jalra in der klassischen Musik als zweitrangige rhythmische Begleitinstrumente verwendet werden, können sie in einen spannungsvollen Austausch mit der Trommel mridangam treten. In Kerala heißen kleine Zimbeln kaimani, in Nordindien und Pakistan manjira. Weitere Namen für kleine Zimbeln sind jhallarī und kartal, während jhallari, brhattalam, brahmatalam und jhanj große Zimbeln bezeichnet. Jhanj ist vom arabisch-persischen Wort für Zimbel oder Glocke, tschang, abgeleitet.

## Diskografie
- India. Ritual Percussion of Kerala. Vol. 1: Kshetram Vadyam. Archives Internationales de Musique Populaire. (AIMP LIV) Musée d’ethnographie, Genf 1998 (Rolf Killius: Aufnahmen und Text Begleitheft)